# Mộng Long
Mộng Long (tên đầy đủ: Nguyễn Mộng Long) là một nhạc sĩ kiêm ca sĩ người Việt Nam. Ông là tác giả các bài hát nhạc vàng như "Chuyện tình dang dở", "Lá thư cuối cùng",... Ông dùng nghệ danh Nhật Linh khi đi hát.

## Tiểu sử
Nguyễn Mộng Long vừa là nhạc sĩ, vừa là ca sĩ. Khi đi hát ông lấy nghệ danh là Nhật Linh. Ông từng bị Việt Nam Cộng hòa bắt giam vì trốn quân dịch. Đầu năm 1971, ông sáng tác bài "Chuyện tình dang dở". Năm 1973, bài này được đưa vào băng nhạc Kim Đằng 1 do nhạc sĩ Vinh Sử biên tập. Sau năm 1975, Vinh Sử mạo nhận bài này là của mình và đưa vào băng VHS Mưa bụi rất ăn khách ở Việt Nam trong thập niên 1990. Bài hát được nhiều ca sĩ trình bày như Thanh Tuyền, Quang Lê, Chế Thanh,... 
Sau 1975, Mộng Long đi định cư tỉnh bang British Columbia, Canada. Tại đây ông còn làm võ sư môn kung fu.
Tháng 7 năm 2008, ông về Việt Nam điều hành hãng phim tư nhân Trường Sơn.

## Sáng tác
Danh sách này không đầy đủ, bạn cũng có thể giúp mở rộng danh sách.
| - Bàn chân trên lối (2020) - Chín tuần Quang Trung - Chuyện tình dang dở (1971) - Đêm Bolsa (2020) - Đêm buồn Tây Đô (1974) - Giọt buồn (2020) - Gọi em bằng chị (1972) - Hoa bưởi (tức Chuyện buồn con gái) (1972) - Họa mi ca (1971) - Lá thư cuối cùng (1972) - Lá thư đầu tiên (1972) | - Lá thư màu tím (1972) - Lối về nhà em (Mộng Long & Phương Hùng) - Lúa vàng (2020) - Người em xứ bưởi (1973) - Nỗi đau da cam - Quê hương ta (2020) - Tiếng sét ái tình (1972) - Tình chị duyên em (1972) - Tôi không có mùa xuân (2020) - Việt Nam tôi - Xa quê hương nhớ mẹ hiền (2020) |

## Băng nhạc
- Giáng Ngọc 127 - Chuyện Buồn Con Gái (1991)
- Bolsa 1 - Ai Lên Xứ Hoa Đào (1994)
- Bolsa 2 - Chiều Nay Trên Xứ Người
- Bolsa 3 - Đời Tôi Chỉ Một Người
- Bolsa 4 - Nhạc Tour Khiêu Vũ